# Провулок Героїв Крут (Мелітополь)
Провулок Героїв Крут — провулок в Мелітополі. Йде від Кізіярської вулиці до вулиці Олександра Довженка. Забудований приватними будинками.

## Назва
Провулок названий на честь героїв бою під Крутами — українських військових курсантів, які в січні 1918 року біля залізничної станції Крути намагались зупинити більшовицьку Червону Армія, що просувалась до Києва.
Також в Мелітополі є однойменна вулиця Героїв Крут.

## Історія
Провулок згадується в 1923 році як провулок Калініна у Червоногірскому селищі.
17 червня 1929 року був перейменований на Піонерський.
В 2016 року в ході декомунізації перейменований на провулок Героїв Крут.